# Casco (Wisconsin)
Casco – miasto w Stanach Zjednoczonych, w stanie Wisconsin, w hrabstwie Kewaunee.